# Голая Джульетта (фильм)
«Голая Джульетта» (англ. Juliet, Naked) — романтическая комедия 2018 года режиссёра Джесси Перец. Сценарий основан на одноимённом романе Ника Хорнби. Премьера фильма состоялась на кинофестивале Сандэнс 19 января 2018 года.

## Сюжет
Англичанка Энни уже пятнадцать лет живёт в родном городе с преподавателем колледжа Дунканом, который помешан на творчестве малоизвестного американского рок-музыканта Такера Кроу, выпустившего последние записи 25 лет назад и однажды неожиданно исчезнувшего прямо посреди концерта. За эти годы Дункан превратил одну из комнат дома Энни в святилище, заставив её стеллажами с дисками Такера Кроу, обклеив оставшиеся стены фотографиями и афишами своего кумира. Он поддерживает веб-сайт и ведёт видео-блог, посвящённые Кроу.
Однажды на имя Дункана по почте приходит посылка с альбомом Juliet, Naked, состоящим из акустических демо-композиций песен Кроу с его альбома Juliet. Энни и Дункан прослушивают альбом. Дункан приходит в восторг, Энни же считает, что эскизный набросок не может оказаться лучше законченного произведения. После короткого спора она регистрируется на сайте Дункана и оставляет чёткий, обоснованный и в целом беспристрастный, но отнюдь не комплиментарный отзыв о «Голой Джульетте».
Через пару дней на электронную почту Энни приходит личное сообщение. Неизвестный корреспондент выражает своё полное согласие с её оценкой и восхищение точно подобранными и совершенно адекватными формулировками. Но под сообщением стоит подпись отправителя: «Такер Кроу». Энни за полтора десятка лет жизни с Дунканом достаточно узнала о Кроу, чтобы после короткого обмена посланиями окончательно убедиться: да, это действительно он!
Дункан когда-то склонил Энни к решению не заводить детей. У Такера их не то четверо, не то пятеро — от трёх или четырёх разных женщин, некоторые из которых даже были законными жёнами. С каждым новым письмом выясняется, что общих тем для разговора у Энни и Такера Кроу всё больше и больше… Дункану придётся очень непросто, когда он обнаружит, что вынырнувший из небытия призрак полумифического идола его молодости — вполне живой мужчина, персона из плоти (к сожалению) и крови…

## В ролях
- Роуз Бирн — Энни Платт
- Крис О’Дауд — Дункан Томсон
- Итан Хоук — Такер Кроу
- Эжи Робертсон — Джексон Кроу, сын Такера
- Лили Брэйзьер — Роуз Платт, сестра Энни
- Дениз Гоф — Джина
- Лили Ньюмарк — Карли, дочь Такера
- Филип Дэвис — мэр Терри Бартон
- Меган Доддс — Кэрри
- Элинор Мацуура — Кошка

## Критика
Фильм получил в основном положительные оценки кинокритиков. На сайте Rotten Tomatoes фильм имеет рейтинг 83 % на основе 161 рецензии критиков со средней оценкой 6,85 из 10. На сайте Metacritic фильм получил оценку 67 из 100 на основе 33 рецензий, что соответствует статусу «в основном положительные отзывы».